# Нищук Євген Миколайович
Євге́н Микола́йович Нищу́к (нар. 29 грудня 1972, Івано-Франківськ) — український актор театру, кіно та дубляжу, політик, громадський діяч. Народний артист України (2015). Міністр культури України з 27 лютого до 2 грудня 2014 року та з 14 квітня 2016 року до 29 серпня 2019 року. Голова Комітету з Національної премії України імені Тараса Шевченка (з 22 травня 2023).
Генеральний директор-художній керівник Національного академічного драматичного театру імені Івана Франка (з 3 квітня 2024 року),

## Біографія
Народився 29 грудня 1972 року у місті Івано-Франківську.
У 1993 році закінчив Київський національний університет театру, кіно і телебачення імені Івана Карпенка-Карого (майстерня народної артистки України Валентини Зимньої).
Актор Київської академічної майстерні театрального мистецтва «Сузір'я».
27 лютого 2014 року після Революції Гідності призначений Міністром культури України у першому Уряді Арсенія Яценюка.
З 20 січня 2015 року — актор Національного академічного драматичного театру імені Івана Франка.
14 квітня 2016 року Верховна Рада України призначила новий склад Кабінету Міністрів України (уряд Гройсмана), у складі якого Євген Нищук обійняв посаду міністра культури України.

## Ролі в театрі
Київська академічна майстерня театрального мистецтва «Сузір'я»
- 2004 — «Мені затісно в імені своєму…» Тетяни Іващенко; реж. Володимир Борисюк — Сергій Єсенін[6]
- Реймон Ассо — «Ассо та Піаф» (за п'єсою Олега Миколайчука-Низовця)
- Микола Вінграновський — «Прекрасний звір у серці» [Архівовано 29 червня 2021 у Wayback Machine.] (за віршами Миколи Вінграновського) реж. Олексій Кужельний [7]
- Альфредо Трапс — «Аварія» [Архівовано 29 червня 2021 у Wayback Machine.] (інсценізація за творами Фрідріха Дюрренматта) реж. Тарас Жирко [8]

Національний академічний драматичний театр імені Івана Франка (м. Київ)
- 2007 — «Весілля Фігаро» за мотивами однойменної п'єси Бомарше; реж. Юрій Одинокий — Фігаро
- 2012 — «Момент кохання» за новелою «Момент» Володимира Винниченка, реж. Тарас Жирко [9] — В'язень честі (моновистава)
- 2015 — «Ерік XIV» за романом Августа Стрінберга; реж. Станіслав Мойсеєв — Ерік XIV, король Швеції
- 2016 — «Три товариші» за мотивами однойменного роману Еріха Марія Ремарка; реж. Юрій Одинокий — Роберт Локамп
- 2020 — «Украдене щастя» за п'єсою Івана Франка; реж. Дмитро Богомазов — Михайло Гурман
- 2020 — «Сірано де Бержерак» за мотивами п'єсою Едмона Ростана; реж. Юрій Одинокий — Крістіан де Невільєт

Різні театри
- Орфей — «Орфей» (за твором Жана Кокто), Ательє 16
- Микола Вінграновський — «Заповітне» (за поезіями Миколи Вінграновського), театр-поезії «Мушля».
- Тарас Шевченко — «Тарас. Слова» за Богданом Стельмахом, Черкаський академічний обласний український музично-драматичний театр імені Т. Г. Шевченка
- Олекса Довбуш — гуцульська міфо-опера «Оле!»
- Павло Тичина — моноспектакль «Сріблясті голуби у небесах», Літературно-меморіальний музей-квартира П. Г. Тичини
- Хлопець — «Я знайду тебе тому, що кохаю» (за п'єсою Вільяма Сарояна «Гей, хто-небудь»), Київський національний академічний Молодий театр

## Фільмографія
- Ізгой (1991)
- Очікуючи вантаж на рейді Фучжоу біля пагоди (1993)
- Острів любові (1995)
- Прощання з Каїром (2002)
- Братство (2004)
- Залізна сотня (2004)
- Владика Андрей (2008)
- Серце миру (2008)
- Диво (2009)
- Документальна трилогія «Гімн. Герб. Прапор» [Архівовано 29 червня 2021 у Wayback Machine.] (2016)
- Кіборги (2017) — військовий капелан
- Таємний щоденник Симона Петлюри (2018) — Володимир Винниченко
- Крути 1918 (2018) — батько Піпського
- Тільки диво (2019) — Нік
- Казка старого мельника (2020)
- Етнофонія: феномен українського багатоголосся (2021, у виробництві) — продюсування

## Дублювання та озвучення українською
- Район Беверлі-Хіллз — (багатоголосе закадрове озвучення студії «1+1»)
- Привіт, Доллі! — (багатоголосе закадрове озвучення студії «1+1»)
- Таємнича річка — (багатоголосе закадрове озвучення студії «1+1»)
- П'ятеро дітей і чаклунство — (багатоголосе закадрове озвучення студії «1+1»)
- Володар перснів: Повернення короля — (багатоголосе закадрове озвучення студії «1+1»)
- Олександр — (багатоголосе закадрове озвучення студії «1+1»)
- Факір — (багатоголосе закадрове озвучення студії «1+1»)
- Школа супергероїв — (багатоголосе закадрове озвучення студії «1+1»)
- Гаррі Поттер і таємна кімната — (багатоголосе закадрове озвучення студії «1+1»)
- Іншопланетянин — всі чоловічі ролі (двоголосе закадрове озвучення студії «1+1»)
- Водійські права — всі чоловічі ролі (двоголосе закадрове озвучення студії «1+1»)
- Фокус-покус — всі чоловічі ролі (двоголосе закадрове озвучення студії «1+1»)
- Уроки виживання — всі чоловічі ролі (двоголосе закадрове озвучення студії «1+1»)
- Лукас — всі чоловічі ролі (двоголосе закадрове озвучення студії «1+1»)
- Брудні танці 2 — всі чоловічі ролі (двоголосе закадрове озвучення студії «1+1»)
- Надприродне — всі чоловічі ролі (двоголосе закадрове озвучення студії «1+1»)
- Аладдін — (багатоголосе закадрове озвучення студії «Контакт» на замовлення телеканалу «1+1»)
- Ренегат — (дубляж телекомпанії «ICTV»)
- Ескадрилья «Лафайєт» — (дубляж студії «Пілот» на замовлення телекомпанії «Інтер»)
- Гонка — (дубляж студії «Постмодерн»)

## Дублювання та озвучення російською
- Пригоди бравого вояка Швейка — (російський дубляж студії «Tretyakoff Production»)

## Суспільна і політична діяльність

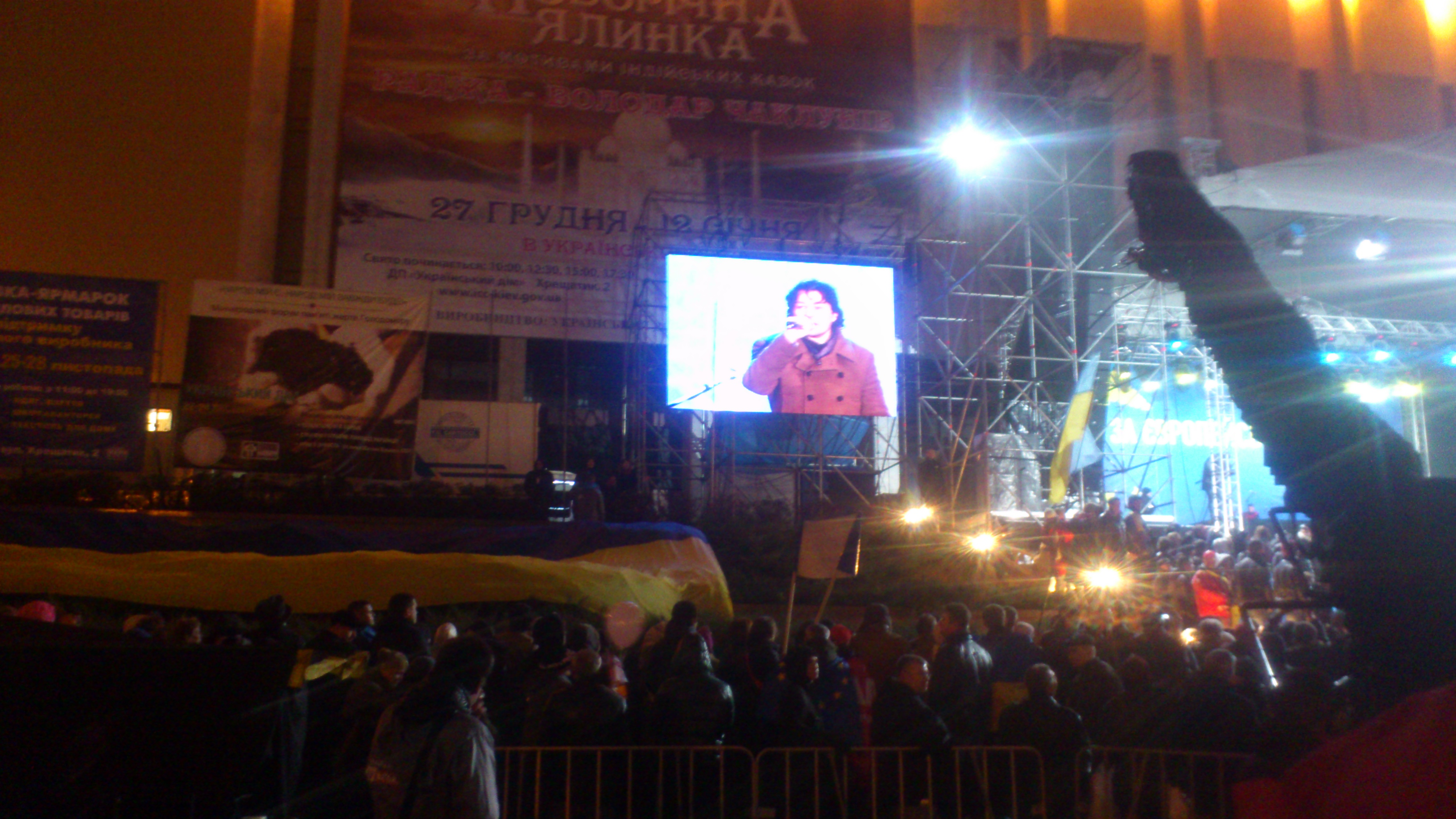
Нищук на Євромайдані 24 листопада 2013

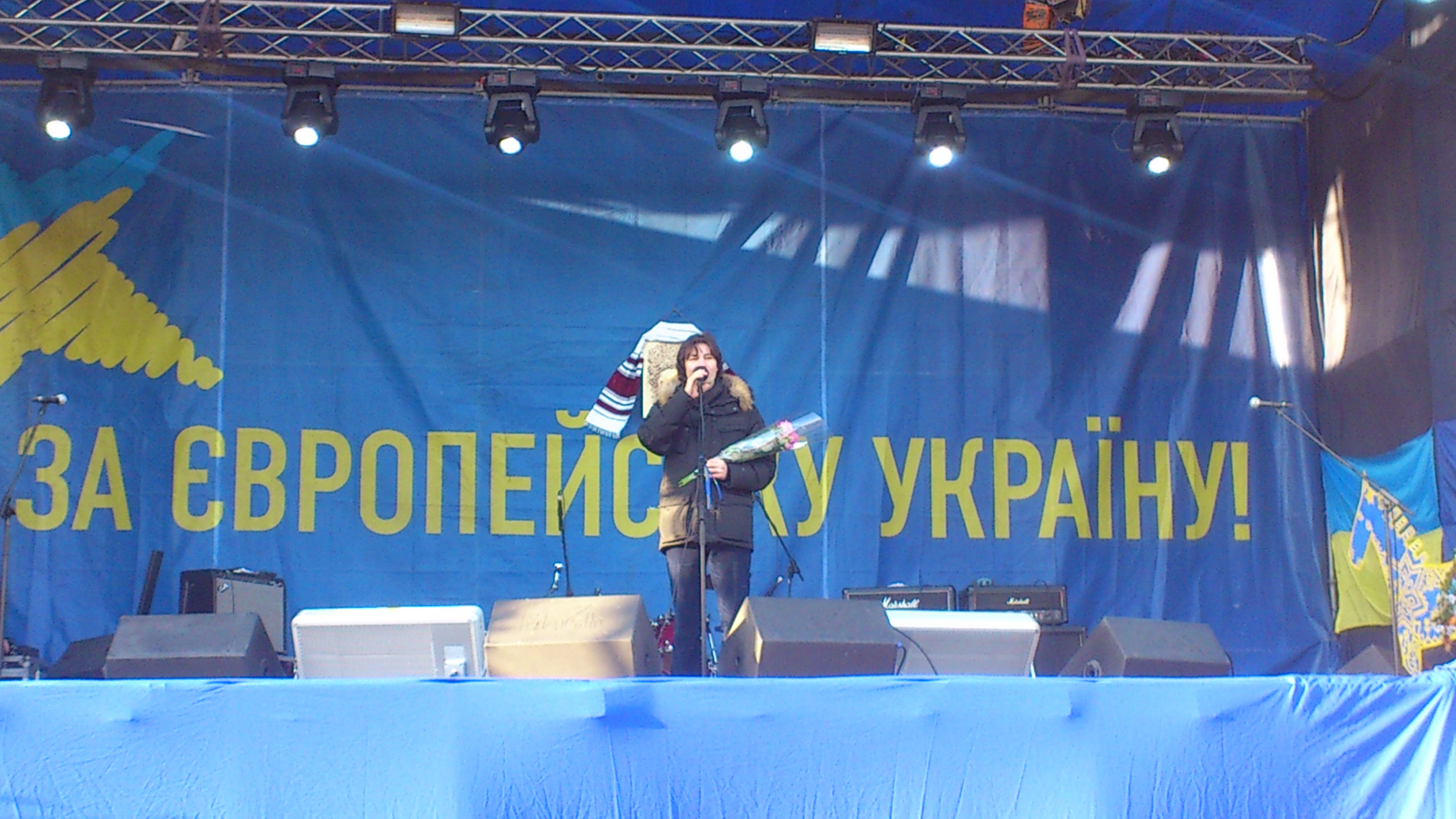
Євгена Нищука вітають 29 грудня 2013 на Євромайдані з днем народження

Окрім успіху в театрі та кіно, Євген є постійним ведучим мистецьких заходів, що проводяться у Київській академічній майстерні театрального мистецтва «Сузір'я» та ініціатором-ведучим багатьох фестивалів, концертів, державних заходів за участю перших осіб держави.
Євген Нищук разом з першими особами держави представляв Україну в Днях культури України в Грузії, Азербайджані, Казахстані, Німеччині, Польщі та інших.
Актор зробив внесок у Міжнародне визнання країнами світу Голодомору в Україні, як злочину перед людством, об'їхавши з мистецьким проєктом «Панахида по Голодомору» країнами Європи — Ізраїль, Голландія, Велика Британія, Чехія, Словаччина, Польща, Франція, за що був нагороджений подякою Президента та Міністерства культури та туризму України.

### Майдани 2004 та 2013—2014
Під час Помаранчевої революції його дехто називав «голосом Майдану» оскільки був рупором Помаранчевого Майдану. Він же став модератором на сцені Євромайдану 2013—2014 року, куди його запросив Юрій Луценко. За його словами, 9 років (з 2004 до 2013) не брав участі у мітингах. 
|  | Я чекав, коли народ збереться не за гроші і не заради того, щоб відстояти пару годин. Дочекався. |

### Вибори до Верховної Ради України (2007)
На позачергових виборах до Верховної Ради України 2007 року був № 205 у блоці «Наша Україна — Народна самооборона». До Верховної Ради не потрапив.

### На посаді міністра культури (2014)
27 лютого 2014 призначений міністром культури України. Перебуваючи на посаді досяг домовленостей про включення України до проєкту «Креативна Європа», ініціював програми «Взаєморозуміння» та «Донкульт», спрямовані на культурну інтеграцію східних регіонів, спільно з громадськістю виробив план стратегії розвитку культури (згодом відкинутий В. Кириленком), ініціював заборону в'їзду на територію України російським артистам, що висловлювались у підтримку російської агресії («чорний список» із першими 14 прізвищами з'явився натомість лише влітку 2015), ініціював конкурс на найкращий проєкт меморіалу «Небесній сотні», який згодом був проведений під назвою «Територія гідності».
Звільнений 2 грудня 2014 року у зв'язку з формуванням нового уряду новообраною Верховною Радою 8-го скликання.
У 2014—2015 роках — член Конкурсної комісії, до повноважень якої входить висунення кандидатур на посаду директора Національного антикорупційного бюро України. Призначений за квотою ВРУ.
У 2015 році був членом конкурсної комісії з відбору кандидатів на зайняття адміністративних посад у Спеціалізованій антикорупційній прокуратурі (за квотою Верховної Ради України).

### На посаді міністра культури (з 2016)
У звіті за перші 100 днів роботи міністерства відзначалося такі кроки, як створення «Українського інституту книги», підготовка проєкту Закону України «Про Український культурний фонд» та оновлення процедури розподілу конфіскованих культурних цінностей за участю музейних, архівних та бібліотечних установ, а також реорганізація деяких дорадчих органів міністерства, зокрема Координаційної ради з питань застосування української мови в усіх сферах суспільного життя України, що брала участь у підготовці Законопроєкту № 5670 «Про державну мову».
Разом з тим міністерство відмовилось від таких дорадчих органів, як Всеукраїнська рада директорів початкових спеціалізованих мистецьких навчальних закладів (шкіл естетичного виховання) та Рада ректорів (директорів) вищих навчальних закладів культури і мистецтв України, запровадивши замість них «Раду з питань культурно-мистецької освіти Міністерства культури України», що викликало обурення останніх. Критично були сприйняті мистецькою громадськістю і плани щодо реформування початкової мистецької освіти, розроблені цим дорадчим органом.
У січні 2017 року Є.Нищук виступив з ініціативою щодо перепрофілювання трьох наукових установ міністерства на культурно-просвітницькі центри. Ця ініціатива стосувалася таких установ: Український центр культурних досліджень, Національний центр театрального мистецтва імені Леся Курбаса та Науково-дослідний інститут пам'яткоохоронних досліджень, і була пов'язана із зобов'язаннями Мінкультури в рамках Угоди про асоціацію з ЄС в контексті модернізації управління, осучаснення фінансових можливостей і підвищення ефективності роботи установ, що перебувають у сфері підпорядкування відомства, переходом до проєктного фінансування наукової діяльності в сфері культури та змінами до бюджетного кодексу України. Ці ініціативи були розцінені представниками цих інституцій як «протиправні та некомпетентні» 17 березня Є. Нищуку було внесено припис про порушення антикорупційного законодавства в міністерстві культури.
Протягом 2014—2019 рр. висловлював активну підтримку ув'язненого у РФ українського режисера Олега Сенцова. У червні 2018 року записав відеозвернення на підтримку політв'язня.
24 квітня 2019 року Національна спілка журналістів України за перешкоджання реформуванню видань «Українська культура», «Музика», «Культура і життя» та «Кримська світлиця» включила Міністра культури України Євгена Нищука до антирейтингу «Ворогів реформування преси».
У листопаді 2019 року став ініціатором започаткування проєкту [Архівовано 25 листопада 2018 у Wayback Machine.] «Гіркий полин. Чорна тінь 1932—1933», що створюється спільно з Національний Музею «Меморіал жертв Голодомору». Проєкт являє собою цикл унікальних історій людей, які були свідками страшного злочину проти українського народу — Голодомору 1932—1933 рр.
Кандидат у народні депутати від партії «Українська Стратегія Гройсмана» на парламентських виборах 2019 року, № 5 у списку., проте до парламенту не потрапив.

### Після міністерства
Після посади міністра Є. Нищук продовжує працювати в театрі імені Івана Франка актором, грає вистави
У 2021 році обраний Головою Івано-Франківської обласної організації партії та членом політради політичної партії Українська стратегія Гройсмана  [Архівовано 18 листопада 2021 у Wayback Machine.]

## Критика
В листопаді 2016 року в ефірі програми «Свобода слова» на каналі ICTV Євген Нищук заявив про генетичну неповноцінність мешканців сходу та півдня України, що викликало обурення користувачів соцмереж. Згодом він вибачився за свої слова, але йти у відставку відмовився та звинуватив російську пропаганду у розкручуванні скандалу довкола нього.
За часів другого терміну Є. Нищука на посаді міністра культури України значного резонансу набуло протиправне отримання дозволів на забудову на землях пам'яткоохоронного призначення. Тільки в Києві пройшло з десяток протестів, пов'язаних із забудовами в історичному центрі міста. Серед іншого, чиновники мінкульту фігурують у справі Гримчака.

## Родина
Дружина — Оксана Батько-Нищук (27 вересня 1973, Коломия — 7 жовтня 2016), Заслужена артистка України. Закінчила факультет театрального мистецтва Київського національного університету театрального мистецтва імені В. Карпенка-Карого. Була актрисою Національного академічного драматичного театру імені Івана Франка
Син — Олекса.
7 жовтня 2016 року Євген Нищук повідомив, що його дружина Оксана Батько-Нищук померла уві сні. 10 жовтня відбулося прощання із Оксаною Батько-Нищук в театрі ім. Івана Франка. Її поховали на Байковому кладовищі. Євген Нищук став ініціатором створення та автором документального фільму «Незримий скарб душі» — про життя та творчий шлях Оксани Батько-Нищук. У створенні фільму взяли участь родина, близькі та друзі Оксани. Прем'єра — 7.10.2019

## Нагороди
- Заслужений артист України (23 серпня 2005) — за значний особистий внесок у соціально-економічний, науковий та культурний розвиток України, вагомі трудові здобутки та активну громадську діяльність[47]
- 24 березня 2014 — Лауреат премії «Київська пектораль-2013» у номінації «Краща чоловіча роль» за роль «Прекрасний звір у серці» Київської академічної майстерні театрального мистецтва «Сузір'я». Нагороду розділив з Олексієм Вертинським.
- Народний артист України (27 березня 2015) — за вагомий особистий внесок у розвиток українського театрального мистецтва, багаторічну плідну творчу діяльність, високу професійну майстерність[48]
- Орден князя Ярослава Мудрого V ступеня (4 травня 2019) — за значний особистий внесок у державне будівництво, соціально-економічний, культурно-освітній розвиток України, вагомі трудові здобутки та високий професіоналізм[49]